# بريوريتي باس
بريوريتي باس هو برنامج مملوك لمجموعة كولينسون، والذي يتيح للمسافرين الدخول لصالات المطارات عبر العالم. تأسست الشركة في سنة 1992م وهي تتيح للمسافرين الولوج لأكبر شبكة من صالات المطارات عبر العالم، (البرنامج مُتوفر في حوالي 1200 موقع سنة 2018).